# Aflytning
Aflytning er overvågning af udtalelser fremsat i enrum, herunder telefonsamtaler eller øvrige samtaler.

## Danmark
I Danmark er aflytning kriminelt ifølge straffelovens paragraf 263 stk. 2: 
| Citat | Med bøde eller fængsel indtil 6 måneder straffes den, der, uden at forholdet er omfattet af stk. 1, uberettiget ved hjælp af et apparat hemmeligt aflytter eller optager udtalelser fremsat i enrum, telefonsamtaler eller anden samtale mellem andre eller forhandlinger i et lukket møde, som den pågældende ikke selv deltager i, eller hvortil den pågældende uberettiget har skaffet sig adgang. | Citat |
|       | |       |

Paragraffen gælder uanset om aflytningen foregår indendørs eller udendørs, så længe den sker med et apparat. Handlingen er straffri, hvis en person, der lovligt deltager i samtalen eller mødet giver tilladelse til aflytningen eller hvis aflytningen foretages af en af de deltagende.
Det er som nævnt en betingelse, at der anvendes et apparat til aflytningen. Det kan også være straffrit at lytte ved døre, men her vil der være tale om blufærdighedskrænkelse.